# Riddagshäuser Teiche
Riddagshäuser Teiche este o arie protejată (sit de importanță comunitară — SCI, arie de protecție specială avifaunistică — SPA) din Germania întinsă pe o suprafață de 496,2 ha, integral pe uscat.

## Localizare
Centrul sitului Riddagshäuser Teiche este situat la coordonatele 52°16′25″N 10°35′31″E / 52.2736°N 10.5919°E.

## Înființare
Situl Riddagshäuser Teiche a fost declarat arie de protecție specială avifaunistică în iunie 2001 pentru a proteja 38 de specii de animale. Situl a fost protejat și ca sit de importanță comunitară în ianuarie 2005.

## Biodiversitate
Situată în ecoregiunea atlantică, aria protejată conține 4 habitate naturale: Ape stătătoare oligotrofe până la mezotrofe, cu vegetație de Littorelletea uniflorae și/sau de Isoëto-Nanojuncetea, Lacuri eutrofice naturale cu vegetație de tip Magnopotamion sau Hydrocharition, Păduri de fag Luzulo-Fagetum, Păduri de stejar sau de stejar și carpen sub-atlantice și medio-europene de Carpinion betuli.
La baza desemnării sitului se află mai multe specii protejate:
- păsări (33): lăcar mare (Acrocephalus arundinaceus), lăcar-de-rogoz (Acrocephalus schoenobaenus), pescăruș albastru (Alcedo atthis), rață lingurar (Anas clypeata), rață mică (Anas crecca crecca), Anas platyrhynchos platyrhynchos, rață cârâitoare (Anas querquedula), Anas strepera strepera, gâscă cenușie (Anser anser), rața moțată (Aythya fuligula), buhai de baltă (Botaurus stellaris stellaris), Charadrius dubius curonicus, erete de stuf (Circus aeruginosus), lebădă de vară (Cygnus olor), ciocănitoarea de stejar (Dendrocopos medius), ciocănitoare neagră (Dryocopus martius), Fulica atra atra, becațină comună (Gallinago gallinago), capîntortură (Jynx torquilla), sfrâncioc roșiatic (Lanius collurio), pescăruș râzător (Larus ridibundus), grelușel-de-zăvoi (Locustella luscinioides), privighetoare (Luscinia megarhynchos), codobatura galbenă (Motacilla flava), rață cu ciuf (Netta rufina), grangur (Oriolus oriolus), codroșul de pădure (Phoenicurus phoenicurus), ciocănitoare verzuie (Picus canus), Podiceps cristatus cristatus, Podiceps nigricollis nigricollis, cresteț pestriț (Porzana porzana), Rallus aquaticus aquaticus, Tachybaptus ruficollis ruficollis
- amfibieni (1): triton cu creastă (Triturus cristatus)
- mamifere (2): liliac cârn (Barbastella barbastellus), liliac comun (Myotis myotis)
- nevertebrate (1): Osmoderma eremita Complex
- pești (1): țipar (Misgurnus fossilis)

Pe lângă speciile protejate, pe teritoriul sitului au mai fost identificate 5 specii de plante.